# Карпов, Максим Андреевич
Максим Андреевич Карпов (род. 19 октября 1991, Челябинск) — российский хоккеист, нападающий.

## Биография
Воспитанник челябинской хоккейной школы «Мечел». Первый тренер — Александр Алексеевич Коковин. Начал заниматься хоккеем с первого класса школы.
Признан лучшим новичком сезона 2010/11 в ВХЛ.
После сезона КХЛ 2012/2013, в котором Карпов записал на свой счёт 24 (12+12) очка, он перешёл в московский клуб «Динамо». 8 октября 2013 года сделал свой первый хет-трик в КХЛ, трижды поразив ворота «Авангарда» в гостевом матче (6:0). 19 ноября 2013 года забросил три шайбы в ворота «Амура» в Хабаровске (4:1). В регулярном чемпионате КХЛ провёл 48 матчей и заработал 34 (11+23) очка. Три забитые им шайбы стали победными. Был приглашён на предолимпийский сбор, который проходил в Казани с 29 января 2014 года. В марте 2017-го в 1/4 финала Кубка Гагарина в матче против СКА оформил хет-трик и принёс победу своей команде. 
В июле 2017 года перешёл в СКА. 
В 2020 году в результате обмена Карпов и Каблуков перешли в состав хабаровского «Амура», а затем — в магнитогорский «Металлург».
В апреле 2024 года в составе команды хоккейного клуба Металлург стал обладателем Кубка Гагарина.
5 августа 2024 года хоккейный клуб «Сибирь» сообщил о подписании двухлетнего контракта с Карповым. 28 июля 2025 года клуб объявил о расторжении контракта с Карповым.

## Достижения
- Серебряный призёр чемпионата КХЛ в сезоне 2012/13 в составе челябинского хоккейного клуба «Трактор»
- Обладатель Кубка Континента в составе московского «Динамо» в сезоне 2013/14
- Обладатель Кубка Гагарина (2024)[9] в составе магнитогорского «Металлурга»

## Статистика
| Легенда | Легенда                    | Легенда | Легенда                   | Легенда | Легенда    |
| ------- | -------------------------- | ------- | ------------------------- | ------- | ---------- |
| И       | Количество проведённых игр | Штр     | Штрафное время            | +/−     | Плюс-минус |
| Г       | Голы                       | П       | Голевые передачи          | О       | Очки       |
| -       | Статистика неизвестна      | —       | Статистика не учитывалась |         |            |